# Franz Eppel
Franz Eppel (24. září 1921, Vídeň - 13. září 1976) byl rakouský historik umění a autor vědeckých publikací.

## Životopis
Eppel studoval dějiny umění a pravěkou archeologii, historii a germanistiku.
Po zaměstnání jako asistent na univerzitě a v soukromé ekonomice nastoupil do spolkového památkového úřadu a vykonával dlouholetý úřad zemského konzervátora pro Dolní Rakousy. Při památkové péči bylo jeho nejdůležitější činností historické práce ve výtvarném umění a také úprava a metoda práce vedoucí k uměleckému dílu. Od roku 1965 přednášel na univerzitě ve Vídni a v Salcburku habilitoval.
Roku 1973 vedl Eppel katedru dějin umění na Akademii výtvarného umění ve Vídni.

## Publikování
- 1958: Fund und Deutung
- 1961: Kunst im Lande rings um Wien, 2 Auflagen
- 1963: Stationen der ältesten Kunst
- 1963: Das Waldviertel, seine Kunstwerke, historischen Lebens- und Siedlungsformen, bisher 9 Auflagen, ISBN 3-900173-01-X
- 1964: Die Wachau, Nibelungen- und Strudengau, 3 Auflagen
- 1965: Ein Weg zur Kunst: Franz Eppel führt durch Niederösterreich
- 1966: Das Waldviertel in Bildern
- 1968: Die Eisenwurzen, 2 Auflagen